# Genmei
L'impératrice Genmei (元明天皇, Genmei Tennō), 661 - 7 décembre 721, est le quarante-troisième empereur du Japon, selon l'ordre traditionnel de la succession, et la quatrième femme à occuper cette position. Elle règne de 707 à 715.

## Généalogie
Genmei était la fille de l'empereur Tenji.

## Biographie
Elle succède à son fils Monmu en 707 lorsque ce dernier meurt de maladie, pour occuper le trône en attendant que le fils de celui-ci (le futur empereur Shōmu) soit en âge de régner.
En 710, elle déplace la capitale de Fujiwara-kyō à Heijō-kyō (juste à l'ouest de l'actuelle Nara), fait qui marque le début de l'époque de Nara.
L'impératrice Genmei est responsable, avec plusieurs officiels de la cour, de la compilation du Kojiki en 712. Son beau-père Tenmu avait fait commencer la rédaction en 680, mais avait été incapable de la terminer avant sa mort en 686, et c'est Genmei qui reprend le flambeau durant son règne. Elle a également fait rédiger les Fudoki en 713, et émis les premières monnaies japonaises (wadōkaichin).
En 715, elle abdique en faveur de sa fille, l'impératrice Genshō.

## Kugyō
Le kugyō (公卿) est un nom collectif pour les hommes les plus respectés du kuge, les fonctionnaires les plus  puissants à la cour impériale, et les ministres les plus importants du daijō-kan. Lors du règne de Genmei (707-715), il y eut des ministres comme :
- Daijō-daijin : Hozumi-shinnō (?-715)[1] ;
- Sadaijin : Iso-kami Marō[2] ;
- Udaijin : Fujiwara Fuhito (659-720)[2].

## Événements de l'èreWadō
- Ère Wadō gannen (和銅元年?) ou le 11e jour de la 4e lune de la 1re des années Wadō (708) : au printemps de l'année on offrit à cette princesse du cuivre de la province de Musashi, c'était le premier qu'on avait trouvé dans l'empire. Pour cette raison, l'impératrice Genmei donna aux années de son règne le titre honorifique de Wadō, qui veut dire cuivre japonais[3],[4].
- Wadō 1, le 3e mois (708) : Iso-no kami Maro fut nommé sadaijin, Fujiwara-no Fuhito était l'udaijin[5].
- Wadō 2, le 3e mois (709) : les peuples sauvages des provinces de Mutsu et d'Echigo se révoltèrent, on envoya contre eux des troupes qui les défirent[6].
- Wadō 3 (710) : le 3e année, l'impératrice établit la résidence à Nara. Dès les dernières années du règne de l'empereur Monmu, on avait eu le projet de l'y transporter, mais le palais ne fut achevé qu'à cette époque[6].
- Wadō 4 (711) : la 4e année, le scribe Ō no Yasumaro (太安万侶?) publie l'histoire ancienne Kojiki en trois volumes[6].
- Wadō 5 (712) : la 5e année, on sépara la province de Mutsu et celle de Dewa[6].
- Wadō 6 (713) : la 6e année, on sépara de la province de Tamba et celle de Tango, on sépara du Bizen le pays de Mimasaka, et de la province de Hyūga celui d'Osumi[5].
- Wadō 6 (713) : le livre Fudoki fut achevé. C'est une description de toutes les provinces, villes, montagnes, rivières, vallées et plaines, plantes, arbres, oiseaux, quadrupèdes du Japon. Elle contient également le récit de tous les événements remarquables qui, dans les temps anciens, se sont passés dans ce pays.
- Wadō 6 (713) : la route qui traversait les provinces de Mino et de Shinano fut élargie pour la commodité des voyageurs, et la route de Kiso fut créée[6].
- Wadō 7 (714) : dans la 7e année, l'impératrice ayant su que, dans la province de Yamato, il y avait deux hommes qui se distinguaient par leur amour et leur respect pour leurs parents, elle les exempta pour la vie de tout impôt et de toute redevance, elle récompensa de même tous ceux qui brillaient dans la pratique des vertus domestiques[6].
- Wadō 8 (715) : la 8e année, l'impératrice abdiqua en faveur de sa fille Genshō, et, après un règne de 8 ans, qui portèrent le nom de Wadō, elle prit le titre honorifique de Daijō tennō[7]. Elle est la 2e femme qui a pris ce titre en retraite.